# Thắt chặt tiền tệ
Thắt chặt tiền tệ là một hướng trong chính sách tiền tệ nhằm giảm lượng cung tiền trong lưu thông. Khi lượng cung tiền vượt quá lượng cầu tiền, sẽ dễ dẫn đến lạm phát, do đó mục tiêu chính của thắt chặt tiền tệ nhằm giảm mức lạm phát. Ngược lại với thắt chặt tiền tệ là nới lỏng tiền tệ.

## Một số biện pháp thắt chặt tiền tệ
- Rút tiền trực tiếp tại các định chế tài chính như việc Ngân hàng Nhà nước phát hành trái phiếu bắt buộc đến các ngân hàng thương mại và các ngân hàng này phải mua.
- Kiểm soát cho vay, tín dụng các loại, nhất là những khoản cho vay tiêu dùng. Thậm chí cắt giảm cho vay tín dụng vì nó được thực hiện bằng tiền mặt và do đó cũng làm giảm lượng tiền mặt trong lưu thông
- Giảm chi ngân sách: nhiều công trình, dự án không cấp bách, thiết yếu bị đình hoãn, thậm chí hủy bỏ. Cắt giảm mọi khoản chi có thể cắt từ ngân sách như mua sắm trang thiết bị công, giảm biên chế, cắt giảm hoặc hãm trả các chế độ phúc lợi xã hội... vì những việc đó làm tăng lượng tiền đưa ra lưu thông[1];
- Nhiều biện pháp cản trở việc tăng giá hàng hóa và dịch vụ để ngăn chặn lạm phát.

## Các hậu quả của việc thắt chặt tiền tệ
- Khởi phát và đẩy mạnh cuộc đua tăng lãi suất:

Quyết định rút tiền ra khỏi lưu thông bằng tín phiếu sẽ tiếp thêm năng lượng cho những cuộc đua tăng lãi suất của ngân hàng. Nhìn ở một khía cạnh nào đó, cuộc đua này sẽ khiến nhiều người bắt đầu quan tâm trở lại với việc đem tiền đi gửi ngân hàng vì lãi suất tiền gửi tăng cao.
Tuy nhiên, nếu lãi suất huy động của ngân hàng tăng thì lãi suất đầu ra khó mà đứng yên. Như vậy, chi phí vay mượn cho sản xuất kinh doanh sẽ tăng lên. Ở đây có hai tình huống có thể xảy ra. Một là doanh nghiệp chuyển hết phần chi phí tăng thêm này vào giá bán và như vậy, giá cả không những không giảm mà tăng thêm, khiến mục tiêu giảm lạm phát bằng thắt chặt tiền tệ không thể thực hiện. Việc doanh nghiệp có thể chuyển chi phí vay mượn vào giá cả hay không phụ thuộc vào kỳ vọng lạm phát của người dân và khả năng có các nguồn hàng thay thế trên thị trường.
Không thể xem thường, không giám sát kỹ các khâu trong quá trình lưu thông hàng hóa, tránh tình trạng hàng rẻ mà doanh nghiệp vẫn thích bán giá mắc vì người dân vẫn đang trong tình trạng lo sợ tăng giá. Còn trong tình huống thứ hai, đó là chi phí sản xuất kinh doanh tăng lên, mà doanh nghiệp không thể chuyển phần chi phí này vào giá bán thì họ sẽ chịu nhiều khó khăn, có thể dẫn đến thua lỗ, và giảm quy mô kinh doanh.
- Tạo áp lực lên tăng trưởng và việc làm:

Quyết định thắt chặt tiền tệ sẽ tạo áp lực tăng lãi suất ngân hàng, tăng chi phí vay mượn cho sản xuất kinh doanh trong tình hình nền kinh tế cần nhiều vốn để phát triển (hệ số ICOR của nền kinh tế còn quá cao nên để duy trì tăng trưởng thì phải đổ nhiều vốn vào), có thể là sự sụt giảm đáng kể trong tỷ lệ tăng trưởng kinh tế. Chỉ số tăng trưởng quốc gia sau khi thắt chặt tiền tệ sẽ bị ảnh hưởng mạnh. Mà tăng trưởng không cao thì sẽ tạo sức ép lên việc làm và thu nhập của người dân.
- Trở ngại cho thu hút vốn gián tiếp:

Các quy định thắt chặt tiền tệ sẽ tạo ra cảm giác cho nhà đầu tư là nhà nước đang cho "hy sinh" các thị trường vốn và thị trường chứng khoán để chống lạm phát. Điều này có khả năng sẽ làm xói mòn hơn nữa niềm tin của nhà đầu tư.
- Đồng tiền lên giá:

Áp lực tăng giá đồng tiền sẽ gây ảnh hưởng không nhỏ cho xuất khẩu. Hậu quả chung là làm cho xuất khẩu bị giảm sút mạnh và hàng xuất khẩu bị giảm sức cạnh tranh.